# Edgar Wallace – Das mysteriöse Schiff
Edgar Wallace – Das mysteriöse Schiff (Originaltitel: Mystery Liner) ist ein Kriminalfilm aus dem Jahr 1934. Er beruht auf der im Jahr 1924 von Edgar Wallace veröffentlichten Geschichte The Ghost of John Holling.

## Handlung
Der Kapitän eines Ozeandampfers, John Holling, wird nach einem Nervenzusammenbruch von seinem Kommando entbunden. Der erste Offizier Downey übernimmt. Er und sein Kollege Cliff Rogers werden in ein Fernsteuerungsexperiment durch ein „S-505“ genanntes Funkröhrengerät eingeweiht. Das von Professor Grimson entwickelte System soll es ermöglichen, Schiffe von Land aus zu steuern.
Das Experiment wird von einer feindlichen Regierung belauscht, die einen ihrer Agenten auf den Ozeandampfer schickt. Unmittelbar darauf wird der Professor bei einem Mordanschlag tödlich verwundet. Reeder Watson empfiehlt den privaten Ermittler Major Pope, um den Fall an Bord zu lösen. Schiffsarzt Dr. Howard hat inzwischen herausgefunden, dass Kapitän Holling mit einem Tropenmedikament vergiftet wurde. Plötzlich wird Holling in der Kabine der alten Dame Mrs. Plimpton gesichtet. Noch bevor das Fernsteuerungsexperiment startet, wird Kapitän Downey beim Versuch mit Hilfe des „S-505“ eine Nachricht abzusetzen ermordet. Privatdetektiv Pope verhört Downey und den deutschen Passagier Von Kessling. Die Schiffskrankenschwester Lila Kane gibt an, dass Downey ein Bibliotheksbuch über Voodoo-Medizin gestohlen hatte, was ihn in Verbindung mit Hollings Vergiftung bringt.
Der Testlauf der Fernsteuerung verläuft erfolgreich. Als der auf dem Sterbebett liegende Professor Grimson aus der Ferne auch die Schiffsbeleuchtung lischt, kommt es zu tumultartigen Szenen in der Kabine der Passagierin Mrs. Plimpton. Endlich wird Pope vom inzwischen wieder hergestellten Kapitän Holling und dem deutschen Inspektor Von Kessling als feindlicher Agent entlarvt. Zwischen Cliff Rogers und Lila Kane deutet sich ein beginnendes Liebesverhältnis an.

## Entstehung und Veröffentlichung
Der von Monogram Pictures mit bescheidenen Mitteln produzierte Film wurde am 20. Dezember 1933 fertiggestellt und kam am 15. April 1934 in die US-amerikanischen Kinos. Er befindet sich nach angelsächsischem Common Law heute in der Public Domain und ist deshalb auf zahlreichen Videoplattformen frei verfügbar.

## Rezeption
Filmkritiker Dennis Schwartz meint, Regisseur William Nigh mache „nur einen mittelmäßigen Job, wenn es darum geht, die Dinge in Bewegung zu halten, da zu viel statisch und geschwätzig bleibt.“
Nathaniel Thompson erkennt charakteristische Merkmale für die Filme von Monogram Pictures: „Das Studio hat es sich oft zur Gewohnheit gemacht, seine Genres gegenseitig zu befruchten, vor allem mit „gruseligen Western“ wie Haunted Ranch (1943). Wallaces Material erwies sich als ausreichend geeignet, um Dialogszenen in begrenzten Umgebungen mit fantastischen, aber einfachen Story-Elementen zu verbinden, damit die Zuschauer sich fragen, wo genau die Geschichte hinführt. (…) Eine gängige Monogram-Taktik bestand darin, einen erschwinglichen Star für eine extrem kurze Drehzeit einzusetzen, um die Kosten niedrig zu halten. In diesem Fall kam Noah Beery (Bruder von Wallace Beery) als der Voodoo-befallene und möglicherweise gespenstische Kapitän Holling an Bord, dessen kurze, aber unvergesslichen Auftritte der Handlung einen Rahmen geben.“

## Einzelbelege
1. ↑  AFI|Catalog. Abgerufen am 9. Juli 2022.
2. ↑  File:Mystery Liner (1934).webm – Wikipedia. Abgerufen am 9. Juli 2022 (englisch).
3. ↑  MYSTERY LINER – Dennis Schwartz Reviews. 5. August 2019, abgerufen am 9. Juli 2022 (englisch).
4. ↑  Nathaniel Thompson: Mystery Liner (1934) – Articles. In: Turner Classic Movies. Archiviert vom Original am 26. März 2016; abgerufen am 26. Oktober 2022 (englisch, nicht offline, nur in Teilen Europas nicht verfügbar).